# Viador (prepósito)
Viador (em latim: Viator) foi um oficial romano do século III, ativo durante o reinado dos imperadores Diocleciano (r. 284–305) e Maximiano (r. 285–308). Ele é citado em 5 de dezembro de 287, quando, como prepósito, participou do julgamento de sua esposa Matéria, acusada de adultério. Não se sabe ao certo em qual região exerceu função, embora muito provavelmente fosse no Egito, já que uma carta sua foi endereçada ao prefeito do Egito Pompeiano.